# Anna Eunike Röhrig

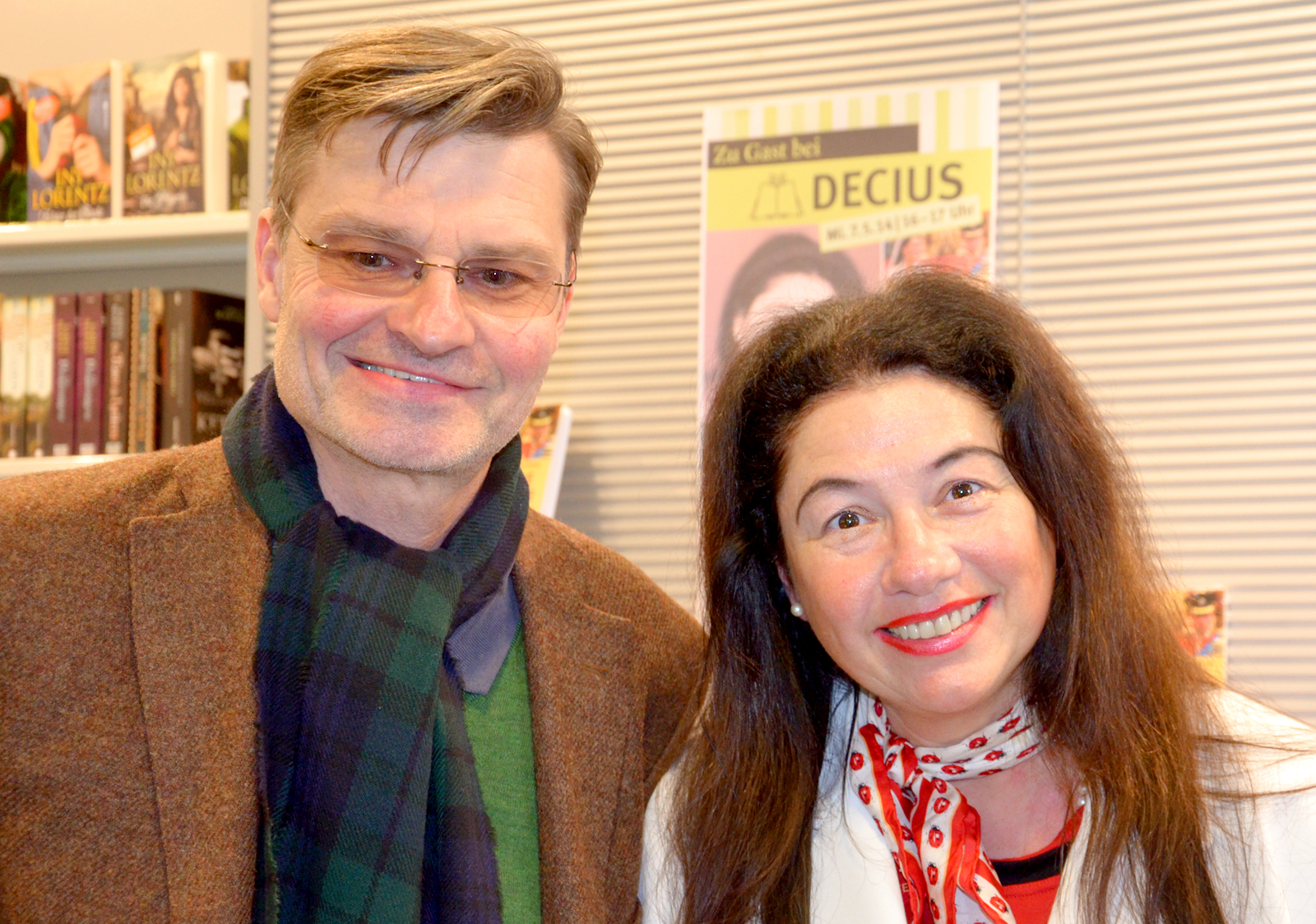
Anna Eunike Röhrig 2014 mit ihrem Verleger Heinrich Prinz von Hannover in Hannover

Anna Eunike Röhrig (* 29. Januar 1962 in Pirmasens) ist eine deutsche Schriftstellerin und Bibliothekarin. Sie hat auch Bücher anderer Autoren aus dem Englischen und Französischen übersetzt.

## Leben

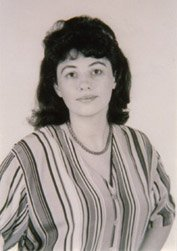
Anna Eunike Röhrig

Anna Eunike Röhrig legte ihr Abitur 1981 am Immanuel-Kant-Gymnasium Pirmasens ab und studierte anschließend Bibliothekswissenschaft in Frankfurt am Main. Nach dem Abschluss als Diplom-Bibliothekarin war sie in Hildesheim im Verlagswesen tätig.
Seit 1987 ist Anna Eunike Röhrig in der Dombibliothek Hildesheim tätig, einer über 1200 Jahre alten Institution, die seit mehr als 300 Jahren öffentlich ist. Seit 1991 ist Röhrig regelmäßige Mitarbeiterin des jährlich neu erscheinenden Buches „Berühmte Frauen“ aus dem Suhrkamp Verlag, das von Luise F. Pusch herausgegeben wird. Seit 1996 arbeitet sie als freie Mitarbeiterin am „Biographisch-Bibliographischen Kirchenlexikon“ mit. Röhrig veranstaltet regelmäßig in ganz Deutschland Lesungen aus ihren Büchern.
1997 erhielt das von ihr übersetzte Werk Antonia Frasers „Die sechs Frauen Heinrichs VIII.“ den Historischen Sachbuchpreis.
Die Autorin ist seit 1986 mit Gerd Röhrig verheiratet, sie haben seit 1999 einen Sohn.

## Werke
eigene Bücher
- Die Macht der Puppen. Historischer Roman aus der Zeit Heinrichs VIII. Salzer, Heilbronn 1994, ISBN 3-7936-0331-8.
- Die Macht der Puppen. Taschenbuchausgabe. Bastei-Lübbe, Bergisch Gladbach 1996, ISBN 3-404-12473-1.
- Die heimliche Gefährtin Friedrichs von Preußen : das Schicksal der Doris Ritter. Tauchaer Verlag, Taucha 2003, ISBN 3-89772-060-4.
- Episoden um Thüringens berühmte Kirchen. Tauchaer Verlag, Taucha 2003, ISBN 3-89772-070-1.
- Wahre Geschichten um Thüringer Klöster. Tauchaer Verlag, Taucha 2004, ISBN 3-89772-088-4.
- Mit Elisabeth E. Kwan: Frauen vom Hof der Welfen. MatrixMedia, Göttingen 2006, ISBN 978-3-932313-17-2.
- Klug, schön und gefährlich. Die 100 berühmtesten Frauen der Welt. C. H. Beck, München 2007, ISBN 978-3-406-54792-8.
- Wahre Geschichten um Thüringer Parks. Tauchaer Verlag, Taucha 2007, ISBN 978-3-89772-126-5.
- Familie Preußen: die Geschwister Friedrichs des Großen. Tauchaer Verlag, Taucha 2008, ISBN 978-3-89772-145-6.
- Mit Elisabeth E. Kwan: Frauen vom Hof der Welfen. Taschenbuchausgabe. Piper, München 2008, ISBN 978-3-492-25043-6.
- Mit Elisabeth E. Kwan: Vergessene Frauen der Welfen. MatrixMedia, Göttingen 2008, ISBN 978-3-932313-30-1.
- Wahre Geschichten um Sachsens schöne Frauen. Tauchaer Verlag, Taucha 2009, ISBN 978-3-89772-159-3.
- Mätressen und Favoriten: ein biographisches Handbuch. MatrixMedia, Göttingen 2010, ISBN 978-3-932313-40-0.
- Frauen der Welfen. Hrsg. Heinrich Prinz v. Hannover. MatrixMedia, Göttingen 2011, ISBN 978-3-932313-39-4.
- Wahre Geschichten um Thüringens schöne Frauen. Tauchaer Verlag, Taucha 2012, ISBN 978-3-89772-217-0.
- Wahre Geschichten um Sachsen-Anhalts schöne Frauen. Tauchaer Verlag, Taucha 2014, ISBN 978-3-89772-245-3.
- Die Herzöge von Cambridge. Adolf Friedrich – George – William. MatrixMedia, Göttingen 2014, ISBN 978-3-932313-63-9.
- Mord oder nicht? Ungewöhnliche Todesfälle in aufgeklärter Zeit. MatrixMedia, Göttingen 2014, ISBN 978-3-932313-64-6.
- Wahre Geschichten um Preußens schöne Frauen. Tauchaer Verlag, Taucha 2015, ISBN 978-3-89772-271-2.
- Affären in Preußen. Tauchaer Verlag, Taucha 2018, ISBN 978-3-89772-302-3.
- Der Clan Friedrichs des Großen: ein König mit 13 Geschwistern. MatrixMedia, Göttingen 2021, ISBN 978-3-946891-15-4.

Übersetzungen aus dem Englischen (Auswahl)
- Stephen Biesty, Richard Platt: Das Schiff: ein Superbuch der technischen Wunderwerke. Gerstenberg, Hildesheim 1993, ISBN 3-8067-4680-X.
- Antonia Fraser: Die sechs Frauen Heinrichs VIII. Claassen, Hildesheim 1994, ISBN 3-546-00081-1.
- Leo Hartas, Richard Platt: Parkstrasse 13. Gerstenberg, Hildesheim 1996, ISBN 3-8067-4699-0.
- Leo Hartas, Miriam Farbey: Das geheimnisvolle Spukschloss: ein Grusel-Spiel-Bilder-Buch. Gerstenberg, Hildesheim 1997, ISBN 3-8067-4223-5.
- Bram Stoker: Dracula. Gerstenberg, Hildesheim 1998, ISBN 3-8067-4742-3.
- Victor Hugo: Der Glöckner von Notre-Dame. Nacherzählt v. Jimmy Symonds. Gerstenberg, Hildesheim 1998, ISBN 3-8067-4743-1.